# (500553) 2012 UG42
(500553) 2012 UG42 es un asteroide perteneciente al cinturón de asteroides, descubierto el 16 de septiembre de 2012 por el equipo del Mount Lemmon Survey desde el Observatorio del Monte Lemmon, Arizona, Estados Unidos.

## Designación y nombre
Designado provisionalmente como 2012 UG42.

## Características orbitales
2012 UG42 está situado a una distancia media del Sol de 3,141 ua, pudiendo alejarse hasta 3,418 ua y acercarse hasta 2,863 ua. Su excentricidad es 0,088 y la inclinación orbital 9,922 grados. Emplea 2033,48 días en completar una órbita alrededor del Sol.

## Características físicas
La magnitud absoluta de 2012 UG42 es 16,4. 